# Acanthocalycium
Acanthocalycium é um gênero botânico com seis espécies da família Cactaceae. Seu nome vem do grego akantha (significa espinhoso ) e kalyx (ou seja, botões ), que refere-se aos espinhos nos tubos florais.

## Espécies
- Acanthocalycium ferrarii Rausch
- Acanthocalycium klimpelianum  (Weidlich & Werderm.) Backeb.
- Acanthocalycium leucanthum (Salm-Dyck) Schlumpb.
- Acanthocalycium rhodotrichum (K. Schum.) Schlumpb.
- Acanthocalycium spiniflorum (K. Schum.) Backeb.
- Acanthocalycium thionanthum (Speg.) Backeb.

No Brasil, segundo o Reflora, existem o cultivo das A. klimpelianum e A. spiniflorum.

## Descrição
Estas plantas são de tronco de formato esférico e em algumas espécies se tornam mais alongados com o crescimento, sulcado com costelas marcadas com aréolas macias, com numerosas nervuras nos talos espinhosos. Suas flores de gama branco para cor de rosa à vermelho permanecem abertas apenas durante o dia. No passado se classificavam nos Echinopsis.
As flores medem de 3–4 cm de largura e se caracterizam por seu tubo floral espinhoso com um anel peludo na axila. Requerem pleno sol, no inverno, deve se guardar em ambientes protegidos do frio, já que não suportam temperaturas muito baixas. Se multiplicam facilmente por brotamento.
Sua espécie mais comum A. violaceum foi sinonimizada com A. spiniflorum, sendo seu nome correto.